# Masacre del Día de las Madres
La masacre del Día de las Madres fue una masacre ocurrida en las ciudades de Estelí, Chinandega, Managua y Masaya, en Nicaragua, el miércoles 30 de mayo de 2018, Día de las Madres en dicho país, en el contexto de las protestas de ese año. En ella efectivos de la Policía Nacional de Nicaragua y paramilitares que dispararon fusiles de francotirador Dragunov (SVD por sus siglas en ruso) y fusiles de asalto rusos AK-47, especialmente desde el nuevo Estadio Nacional Dennis Martínez de la capital Managua, contra una manifestación de opositores al gobierno del presidente Daniel Ortega que se efectuaba en la Avenida Universitaria. Con la masacre el número de fallecidos durante las protestas antigubernamentales aumento a más de 100, un mes y medio después de haberse iniciado. Hasta el día de hoy, la masacre permanece en la impunidad y nadie ha sido juzgado por ella. Algunos opositores al gobierno fueron juzgados en meses posteriores por daños a la propiedad privada durante los disturbios después del ataque.

## La masacre en Managua
Los movimientos universitarios organizados habían organizado para el 30 de mayo, Día de las Madres en Nicaragua, una marcha opositora al gobierno de Daniel Ortega,en homenaje a las madres que perdieron a sus hijos en las protestas que iniciaron el 18 de abril. Dichas madres crearon el movimiento Madres de abril y durante la marcha los manifestantes vestirían de negro en señal de luto por los fallecidos. En la tarde de ese día la manifestación partió de la rotonda Jean Paul Genie, ubicada en la Carretera a Masaya, hacia los semáforos de la Universidad Centroamericana (UCA), ubicados en la intersección de la Pista de La Resistencia y la Avenida Universitaria; mientras tanto el gobierno había organizado una contra-manifestación en la rotonda Hugo Chávez, ubicada en la Avenida Bolívar, para hacer una cantata en honor a las madres. Familias enteras participaron de la marcha que congregó (según los cálculos de la oposición) desde 500,000 hasta 1,000,000 de manifestantes inundando la avenida y siendo considerada por muchos como una de las marchas de protesta más grande que se haya hecho en Nicaragua. La manifestación incluso fue llamada "La madre de todas las marchas" en alusión y honor a las madres de los fallecidos.
Al llegar a los semáforos de la UCA una parte de la marcha opositora giró en dirección norte, desviándose de la ruta original, entrando a la Avenida Universitaria, entre la Escuela de Danza y el Recinto Universitario Simón Bolívar de la Universidad Nacional de Ingeniería (UNI). Al llegar a las inmediaciones del Estadio Nacional Soberanía (anteriormente llamado Estadio Nacional Dennis Martínez) y frente al costado norte de la UNI) se escucharon disparos de armas de fuego disparadas desde dicho edificio, causando varios heridos y muertos entre estos últimos el joven de 24 años Francisco Javier Reyes Zapata, hijo de un policía.
Los manifestantes atribuyeron el ataque a francotiradores de la Policía Nacional y paramilitares atrincherados en el estadio que dispararon fusiles de francotirador Dragunov y fusiles de asalto AK-4. Según testimonios de manifestantes y diversos vídeos en las redes, las fuerzas de choque dispararon en ráfaga contra la marcha,  apuntando a la cabeza y al tórax de los manifestantes por lo que algunas de las víctimas fallecieron inmediatamente, mientras que otras murieron en hospitales o mientras eran trasladadas a ellos. 
Los manifestantes respondieron lanzando morteros y piedras contra el estadio donde la infraestructura resultó dañada. El caos reinó en la ciudad, las instalaciones y los automóviles propiedad de la Caja rural nacional (Caruna) y las instalaciones de la emisora Radio Ya (ambos propiedad del estado) fueron parcialmente destruidas e incendiadas como represalia por medio de los manifestantes, también se reportaron ataques con piedras y morteros contra el medio independiente 100% Noticias por parte de simpatizantes Sandinistas. La manifestación se disolvió a causa del ataque y en el lugar solo quedaron algunas decenas de manifestantes que se defendían del ataque con piedras, morteros y algunos con unas pocas armas hechizas. La masacre fue transmitida por televisión e Internet, donde se escucharon las ráfagas de disparos y se vio como los heridos eran trasladados en vehículos particulares y ambulancias, algunos de ellos heridos o ya fallecidos.
En las transmisiones en vivo se pudo observar como motorizados que participaban de la marcha se dirigieron al estadio para repeler el ataque,  pero segundos después regresaban con heridos. Aproximadamente 5 mil personas (algunas de ellas heridas) se refugiaron en la Universidad Centroamericana, según un comunicado emitido por el alma mater y otro número no especificado se refugió en el centro comercial Metrocentro Managua y en la Catedral metropolitana de la Purísima Concepción. Los manifestantes heridos que se refugiaron en la UCA fueron atendidos por médicos y voluntarios en puestos médicos improvisados, aunque algunos de ellos ameritaron ser trasladados en ambulancias a hospitales y centros de salud. Cientos de campesinos que participaban de la marcha se mantuvieron refugiados en la Catedral metropolitana de la Purísima Concepción ya que después del ataque, aún no era seguro regresar por la inseguridad en las calles, allí pasaron la tarde y la noche del 30 de mayo. Al final salieron de la iglesia por la mañana del 31 de mayo acompañados por sacerdotes para evitar ataques de policías y paramilitares.
En Managua, después de los ataques, murió de un disparo el atleta de sambo (arte marcial ruso) Kevin Antonio Coffin Reyes, que había ganado medalla de oro en los Juegos Olímpicos Centroamericanos de 2017.
La policía nacional y el ministerio de salud solo reconocieron 15 muertos, 7 en Managua, 3 en Chinandega y los demás en Masaya y Estelí, además de 199 lesionados atribuyendolos al actuar de "grupos delincuenciales de la derecha" refiriéndose a los manifestantes. Mientras tanto la Comisión de la Verdad, Justicia y Paz reconoció que en Managua fueron asesinadas 11 personas, otras cuatro en Estelí y una Masaya, para un total de 16. El Centro Nicaragüense de Derechos Humanos informó sobre 16 fallecidos y 88 lesionados, contando a 3 muertos en Chinandega, 1 en Masaya, 4 en Estelí y 8 en Managua. El diario La Prensa hizo su propio recuento de la masacre basándose en los datos presentados por todas estas organizaciones y las diferencias encontradas entre ellos, para dar un total de 18 fallecidos y 218 lesionados, esto lo dieron a conocer en su versión impresa del día 1 de junio del 2018. Estas cifras fueron dadas en los primeros días luego de la masacre,por lo que no se tiene en cuenta los fallecidos en días o meses posteriores al ataque.
El 30 de noviembre del 2018, la Asociación Madres de Abril (AMA) publicó en sus redes sociales un vídeo para conmemorar 6 meses de la masacre, exigiendo justicia sin impunidad. En el vídeo se incluyó el nombre de las víctimas del ataque a la marcha en Managua que según la Asociación fueron 19. El diario La Prensa publicó ese mismo día un vídeo sobre el hecho en el que decía que 8 personas murieron en Managua al momento del ataque y 10 murieron en el resto del país , para totalizar 18 de los cuales 8 murieron después de ser trasladados a hospitales.

## Reacciones

### Nacionales
- El cantante nicaragüense Hernaldo Zúñiga condenó la masacre y se solidarizó con las familias de las víctimas del hecho.[16]

- El movimiento Madres de abril condenó la masacre. Amanda López de Gahona, madre del periodista Ángel Gahona, asesinado en Bluefields el 21 de abril, dijo que "nunca pensaron que sería irrespetado el dolor de las madres y de las familias que apoyaron la marcha".[17]

- La Red de Empresarias de Nicaragua (REN) condenó la masacre en un comunicado.[18]

- La masacre fue condenada por la Conferencia Episcopal de Nicaragua. Los obispos dijeron que: "la masacre es parte de una agresión organizada contra el pueblo".[19] Luego de la matanza la iglesia católica decidió suspender el diálogo nacional sostenido entre el gobierno y la oposición hasta que "parara la represión".

- La Universidad Centroamericana emitió un comunicado horas después del ataque armado, denunciando la masacre e informando sobre las más de 5000 personas que se refugiaron en la universidad al momento de la balacera. "La UCA, que se sitúa del lado pueblo en su justa lucha, denuncia este nuevo ataque criminal y exige a las autoridades el cese inmediato de la represión" indica el comunicado.

- La Alianza Cívica por la Justicia y la Democracia (Coalición conformada por empresarios, movimiento campesino, movimientos estudiantiles y organizaciones de la sociedad civil, entre otros), opositora al gobierno de Daniel Ortega, condenó la masacre e hizo un llamado a "intensificar la protesta cívica " y a "no abandonar los tranques ni las barricadas (bloqueos en carreteras y caminos)". "No nos moveran" puntualizó la alianza.

### Internacionales
- El beisbolista Dennis Martínez (en honor a quien se nombró el estadio nacional) dijo sobre la masacre en la que se usó el estadio como cuartel de los atacantes: "Me duele saber que el estadio nacional que lleva mi nombre se esté ocupando para fines de violencia, afectando a mis hermanos nicaragüenses. (El estadio es) un lugar donde yo soñaba para que los nicaragüense nos reuniéramos a disfrutar del deporte, que llevo en mi corazón", dijo Martínez en un comunicado enviado a El Nuevo Diario.

El expelotero aclaró que él no tiene inejerencia en el uso que se le da al estadio de béisbol que tiene su nombre y al cual asistió cuando lo inauguraron, para lanzar la primera bola."Pero sí le pediría (al gobierno) que por respeto a mi persona, que me esforcé y llevé por muchos años sobre mis hombros representando a mi país con mucho orgullo, dejen de usarlo para esos fines (violencia), porque esos no son los valores y principios de mi persona", expresó Martínez. En su comunicado, el expelotero envió sus condolencias "a todas las madres de Nicaragua y, en especial, a las que han perdido un ser querido, por lo trágico y doloroso de la situación de mi país. No es lo que una madre se merece, porque gracias a Dios por ellas estamos aquí".
El Departamento de Estado de los Estados Unidos y el vicepresidente de ese país, Mike Pence condenaron la masacre y pidieron una investigación inmediata para castigar a los responsables.
- El secretario general de la OEA, Luis Almagro, condenó los asesinatos y pidió detener la represión. "Condenamos los asesinatos cometidos ayer por las fuerzas represivas y los grupos armados y nos solidarizamos con las familias de las víctimas. Llamamos al Estado a detener la violencia de estos factores represivos”, dijo el secretario general.
- La Comisión Interamericana de Derechos Humanos a través de un comunicado de prensa condenó la masacre y pidió al estado de Nicaragua un alto a la represión. "Condenamos enfáticamente que se ataque a los participantes de una marcha pacífica con armas de fuego y lamentamos profundamente las muertes y las personas heridas que se reportan como resultado", dijo la Relatora de la CIDH para Nicaragua, Comisionada Antonia Urrejola. "El Estado debe poner fin inmediato a la represión y adoptar de manera urgente medidas adecuadas para el cese de la violencia", agregó.
- Amnistía Internacional aseguró haber participado de la marcha y presenciado la masacre, "logrando constatar el caos desatado", según un comunicado emitido por la organización horas después del ataque.“La simulación del gobierno del Presidente Daniel Ortega ha alcanzado hoy niveles de perversión inconcebibles. Por la mañana su gobierno firmaba un acuerdo con la Comisión Interamericana de Derechos Humanos para la creación de un Grupo Interdisciplinario de Expertos Independientes para investigar las graves violaciones de derechos humanos cometidas hasta ahora, y por la tarde se atacaba violentamente una marcha multitudinaria convocada por las madres de jóvenes ejecutados en el contexto de las protestas”, dijo Erika Guevara Rosas, directora para las Américas de este organismo.